# Aminosyre
 Denne artikel omhandler klassen af kemiske forrbindelser. For strukturer og egenskaber af de proteinogeniske standardaminosyrer, se Standardaminosyre.
I kemi er en aminosyre ethvert molekyle, som indeholder både en amingruppe og carboxylsyregruppe.
I biokemi bliver den kortere og mere generelle term aminosyre hyppigt anvendt om alfa-aminosyrer. En alfa-aminosyre er en aminosyre hvor amingruppen og carboxylsyregruppen er forbundet til samme kulstofatom. Nogle molekyler som prolin indeholder ikke en amingruppe og er derfor ikke kemisk set en aminosyre. Teknisk set er prolin en iminosyre, men bliver også klassificeret som en beta-aminosyre, fordi den har funktionelle ligheder med ægte aminosyrer i celler, blandt andet indgår prolin i peptider. Peptider, hvor der indsættes beta-aminosyrer, kan ikke danne peptid binding til flere aminosyrer, da de mangler amingruppen.
Aminosyrer der sidder i et peptid eller et protein kaldes aminosyrerester. Når aminosyrer sættes sammen til peptider dannes en såkaldt peptidbinding under fraspaltning af et vandmolekyle. Af dette vandmolekyles tre atomer stammer et brintatom fra amingruppen på en ene aminosyre, mens et brint og et iltatom stammer fra carboxylsyregruppen på den anden aminosyre. Der fjernes altså atomer fra aminosyren når den sættes sammen med en anden aminosyre. Det der bliver tilbage kaldes aminosyreresten.

## Overblik
Aminosyrer er byggestenene til proteiner. Aminosyrer forener sig i en kondensationsreaktion, hvilket afgiver vand og den nye aminosyrerest holdes sammen med de andre med en peptidbinding. Proteiner defineres af deres unikke sekvens af aminosyrerester: denne sekvens er proteinernes primærstruktur og fungerer på samme måde som alfabetets bogstaver, der sættes sammen til sætninger.
Tyve standardaminosyrer bruges af celler i proteinsyntese, og disse er specificeret af en generel genetisk kode. Disse 20 aminosyrer biosyntetiseret fra andre molekyler, men organismer afviger i hvilke de kan syntetisere og hvilke de må have tilført gennem diæt. De, der ikke kan syntetiseres i en pågældende organisme, kaldes essentielle aminosyrer.

### Funktioner i proteiner
Aminosyrer er de basale strukturelle byggesten i proteiner. De danner korte polymerkæder kaldet peptider eller længere kæder kaldet enten polypeptider eller proteiner. En sådan dannelsesproces fra en mRNA-skabelon kendes under navnet translation, der er en del af proteinsyntese. Tyve aminosyrer kodes for af den genetiske kode og kaldes proteinogeniske aminosyrer. Andre aminosyrer indeholdt i proteiner dannes oftest ved posttranslationel modifikation, hvilket er en række modifikationsprocesser, der sker efter translationen i proteinsyntesen. Disse modifikationer er ofte essentielle for et proteins funktion og regulering. For eksempel tillader carboxyleringen af glutamat en bedre binding til calciumcationer og en hydroxylering af prolin er kritisk i henhold til at bevare bindevæv og respondere på oxygenmangel. Sådanne modifikationer kan også bestemme lokaliseringen af proteinet; tilføjelsen af lange hydrofobe grupper kan få proteiner til at binde til phospholipidmembraner.

## Generel struktur
I strukturen vist til højre repræsenterer R en sidekæde specifik for hver enkelt aminosyre. Det centrale carbonatom, kaldet Cα, er et chiralt center (med undtagelse af glycin) til hvilket de to terminaler samt R-gruppen er påsat. Aminosyrer klassificeres normalt efter sidekædernes egenskaber og opdeles således i fire grupper: Sidekæden kan opføre sig som en svag base, en svag syre, hydrofil, hvis den er polær, og hydrofob, hvis den er upolær. De forskellige aminosyrers (og deres sidekæders) egenskaber er listet i artiklen Standardaminosyre.
Frasen "branched-chain amino acids" eller BCAA bruges nogle gange til at beskrive aminosyrer med alifatiske sidekæder, der ikke er lineære. Disse er leucin, isoleucin og valin. Prolin er den eneste proteinogene aminosyre, hvis sidekæde er bundet til α-amingruppen og dermed også den eneste, der indeholder en sekundær amin på den position. Prolin er nogle gange blevet defineret som en iminosyre, men dette er ikke korrekt i den nuværende nomenklatur.

### Isomeri
De fleste aminosyrer kan eksistere i to optiske isomerer betegnet D og L. L-aminosyrerne repræsenterer majoriteten af de i proteiner tilstedeværende aminosyrer. D-aminosyrer findes i nogle proteiner produceret af eksotiske havorganismer såsom keglesnegle. Bakteriers peptidoglucancellevægge er også rige på D-aminosyrer.
L- og D-konventionerne for aminosyrekonfigurationer refererer ikke til den optiske aktivitet for selve aminosyren, men snarere til den optiske aktivitet for den pågældende isomer af glyceraldehyd, som har en lignende stereokemi. S-glyceraldehyd er venstredrejende og R-glyceraldehyd er højredrejende, og således kaldes S-aminosyrer L-aminosyrer selv om de ikke er venstredrejende og R-aminosyrer kaldes ligeledes D-aminosyrer selv om de ikke er højredrejende.
Der er to undtagelser til disse generelle regler for aminosyreisomeri: Glycin, hvor R = H, har ingen isomere former, da alfa-carbonet bærer to identiske grupper (hydrogen); og cystein hvor L = S og D = R byttes om til L = R og D = S. Cystein er struktureret i lighed med de andre aminosyrer (med hensyn til glyceraldehyd), men svovlatomet alternerer fortolkningen af Cahn-Ingold-Prelog-prioritetsregelen.

## Reaktioner
Da aminosyrer har både en primær aminogruppe og en primær carboxylgruppe kan de indgå i de fleste reaktioner associeret med disse funktionelle grupper. Reaktionstyperne indbefatter nukleofil addition, dannelse af en amidbinding og dannelse af en imin for amingruppen og forestring, dannelse af en amidbinding samt decarboxylering for carboxylsyregruppen. Aminosyrers sidekæder kan også indgå i reaktioner. Typen af reaktion er bestemt af kædernes funktionelle grupper og beskrives således i artikler for de enkelte aminosyrer.

### Dannelse af peptidbinding
Et aminosyremolekyle kan reagere med et andet og danne en amidbinding, da både amino- og carboxylsyregruppen er i stand til dette. Denne polymerisering af aminosyrer skaber proteiner. Denne kondensationsreaktion giver en nydannet peptidbinding samt et vandmolekyle. I celler foregår denne reaktion ikke direkte. I stedet aktiveres aminosyren først ved sammenkobling med et tRNAmolekyle med en esterbinding. Denne aminoacyl-tRNA produceres i en ATP-afhængig reaktion foretaget af en aminoacyl-tRNA-syntetase. Denne aminoacyl-tRNA optræder dernæst som substrat for ribosomet, som katalyserer den elongerende proteinkædes aminogruppes angreb på på esterbindingen. Som resultat af denne mekanisme er alle proteiner, der laves af ribosomer, syntetiseret med N-terminalen som begyndelsespunkt, hvormed C-terminalen bevæger sig stødt væk.
Alle peptidbindinger dannes dog ikke på samme måde. I nogle få tilfælde syntetiseres peptider af specifikke enzymer. For eksempel bliver tripeptidet glytathion, der er en essentiel del af cellers forsvar mod oxidativt pres, syntetiseret i to etaper fra frie aminosyrer. I første etape kondenserer gamma-glutamylcysteinsyntetase cystein og glutaminsyre gennem en peptidbinding dannet mellem sidekædecarboxylgruppen af glutamat (dens sidekædes gamma-carbon) og cysteins amingruppe. Dette dipeptid kondenseres med glycin af glutathionsyntetase til dannelsen af glutathion.
I kemi syntetiseres peptider ved en række af reaktioner. En af de mest brugte er den såkaldte faststadie peptidsyntese, hvor der bruges aromatiske oximderivater af aminosyrer som aktiverede enheder. Disse tilføjes i sekvens til den voksende polypeptidkæde, som er fastgjort til en fast harpiksbase.

1. aminosyre; 2, zwitterion struktur; 3, to aminosyrer som sidder sammen via en peptidbinding (den fede streg).

## Hydrofile og hydrofobe aminosyrer
Afhængig af polariteten af en aminosyres sidekæde er deres hydrofile eller hydrofobe karakter. Disse egenskaber er vigtige i proteinstrukturer og protein-protein-interaktioner. Vigtigheden af sidekædernes fysiske egenskaber illustreres ved de enkelte aminosyreresters interaktion med andre strukturer – både inden for det enkelte protein og mellem proteiner. Distributionen af hydrofile og hydrofobe aminosyrer bestemmer den tertiære struktur af et protein og deres fysiske placering på ydersiden af hver peptidkæde bestemmer den kvarternære struktur. For eksempel har opløselige proteiner overflader, der er rige på polære aminosyrer såsom serin og threonin, mens integrerede membranproteiner ofte har en ydre ring af hydrofobe aminosyrer, der hæfter dem til lipiddobbeltlaget, og proteiner ankret til membranen har en hydrofob ende, der sidder fast i membranen. Ligeledes har proteiner, der skal binde til positivt ladede molekyler, overflader, der i høj grad består af negativt ladede aminosyrer som glutamat og aspartat, mens proteiner, der binder til negativt ladede molekyler, ofte har en overflade, der er rig på lysin og arginin, som er positivt ladede. For nylig er en skala for polaritet baseret på fri energi for hydrofob interaktion blevet taget i brug.
Proteiners hydrofile og hydrofobe interaktioner behøver ikke udelukkende at afhænge af aminosyrernes sidekæder. Ved forskellige posttranslationelle modifikationer kan andre kæder føjes til proteinerne og danne hydrofobe lipoproteiner eller hydrofile glycoproteiner.

## Tabel over standardaminosyrer, forkortelser og sidekædeegenskaber
| Aminosyre     | 3-bogstav | 1-bogstav | Sidekædepolaritet | Basisk eller sur sidekæde | Hydropatiindeks |
| ------------- | --------- | --------- | ----------------- | ------------------------- | --------------- |
| Alanin        | Ala       | A         | upolær            | neutral                   | 1,8             |
| Arginin       | Arg       | R         | polær             | basisk (kraftigt)         | -4,5            |
| Asparagin     | Asn       | N         | polær             | neutral                   | -3,5            |
| Asparaginsyre | Asp       | D         | polær             | sur                       | -3,5            |
| Cystein       | Cys       | C         | polær             | neutral                   | 2,5             |
| Glutaminsyre  | Glu       | E         | polær             | sur                       | -3,5            |
| Glutamin      | Gln       | Q         | polær             | neutral                   | -3,5            |
| Glycin        | Gly       | G         | upolær            | neutral                   | -0,4            |
| Histidin      | His       | H         | polær             | basisk (svagt)            | -3,2            |
| Isoleucin     | Ile       | I         | upolær            | neutral                   | 4,5             |
| Leucin        | Leu       | L         | upolær            | neutral                   | 4,8             |
| Lysin         | Lys       | K         | polær             | basisk                    | -3,9            |
| Methionin     | Met       | M         | upolær            | neutral                   | 1,9             |
| Fenylalanin   | Phe       | F         | upolær            | neutral                   | 2,8             |
| Prolin        | Pro       | P         | upolær            | neutral                   | -1,6            |
| Serin         | Ser       | S         | polær             | neutral                   | -0,8            |
| Threonin      | Thr       | T         | polær             | neutral                   | -0,7            |
| Tryptofan     | Trp       | W         | upolær            | neutral                   | -0,9            |
| Tyrosin       | Tyr       | Y         | polær             | neutral                   | -1,3            |
| Valin         | Val       | V         | upolær            | neutral                   | 4,2             |

Udover de normale aminosyreforkortelser, er der historisk blevet brugt nogle andre i tilfælde, hvor proteinsekventering eller røntgenkrystallografiske analyser af et peptid eller protein ikke har kunnet etablere identiteten af en bestemt aminosyrerest fuldstændigt. Dem, de ikke kunne skelne imellem, er de følgende par af aminosyrer:
| Flertydig aminosyre                  | 3-bogstav | 1-bogstav |
| ------------------------------------ | --------- | --------- |
| Asparagin eller asparaginsyre        | Asx       | B         |
| Glutamin eller glutaminsyre          | Glx       | Z         |
| Leucin eller isoleucin               | Xle       | J         |
| Uspecificeret eller ukendt aminosyre | Xaa       | X         |

Unk bruges nogle gange i stedet for Xaa, men er mindre standardiseret.

## Ikke-standardaminosyrer
Udover de tyve standardaminosyrer er der en umådelig række af "ikke-standard"-aminosyrer. To af disse kan specificeres ved den genetiske kode, men er dog sjældne i proteiner. Selenocystein indsættes i nogle proteiner som følge af UGA-codon, hvilket normalt er et stop-codon. Pyrrolysin bruges af nogle methanogeniske archaea i enzymer, som disse bruger til at producere methan. Det kodes for med codonet UAG.
Eksempler på ikke-standardaminosurer, der ikke findes i proteiner inkluderer lanthionin, 2-aminoisobutansyre, dehydroalanin og neurotransmitteren gamma-aminobutansyre. Ikke-standardaminosyrer optræder ofter som intermediater i stofskifteveje for standardaminosyrer – for eksempel forekommer ornitin og citrullin i ureacyklen (en del af aminosyrekatabolismen.
Ikke-standardaminosyrer dannes normalt ved modifikationer af standardaminosyrer. For eksempel dannes homocystein ved transsulfurering af cystein eller ved demethylering af methionin via det metabolske intermediat S-Adenosylmethionin, mens dopamin syntetiseres fra l-DOPA, og hydroxyprolin laves under den posttranslationelle modifikation af prolin.

## Ernæringsmæssig relevans
Af de 20 standardaminosyrer er 8 essentielle aminosyrer, idet menneskekroppen ikke selv kan syntetisere dem fra andre stoffer i den mængde, der er nødvendig for normal vækst, så de må indtages med føden. Situationen er dog mere kompliceret, eftersom cystein, tyrosin, histidin og arginin er essentielle hos børn, fordi de metabolske processer, der syntetiserer disse aminosyrer ikke er fuldt udviklede. Den mængde der kræves afhænger også af alder og helbred for den enkelte, så det er svært at generalisere omkring diætens anbefalede indhold af visse aminosyrer.
| Essentiel   | Ikke-essentiel |
| ----------- | -------------- |
| Isoleucin   | Alanin         |
| Leucin      | Asparagin      |
| Lysin       | Aspartat       |
| Methionin   | Cystein*       |
| Fenylalanin | Glutamat       |
| Threonin    | Glutamin*      |
| Tryptofan   | Glycin*        |
| Valin       | Prolin*        |
| Arginin*    | Serin*         |
| Histidin*   | Tyrosin*       |

(*) Kun essentiel i visse tilfælde.